# 미르니 (아르한겔스크주)

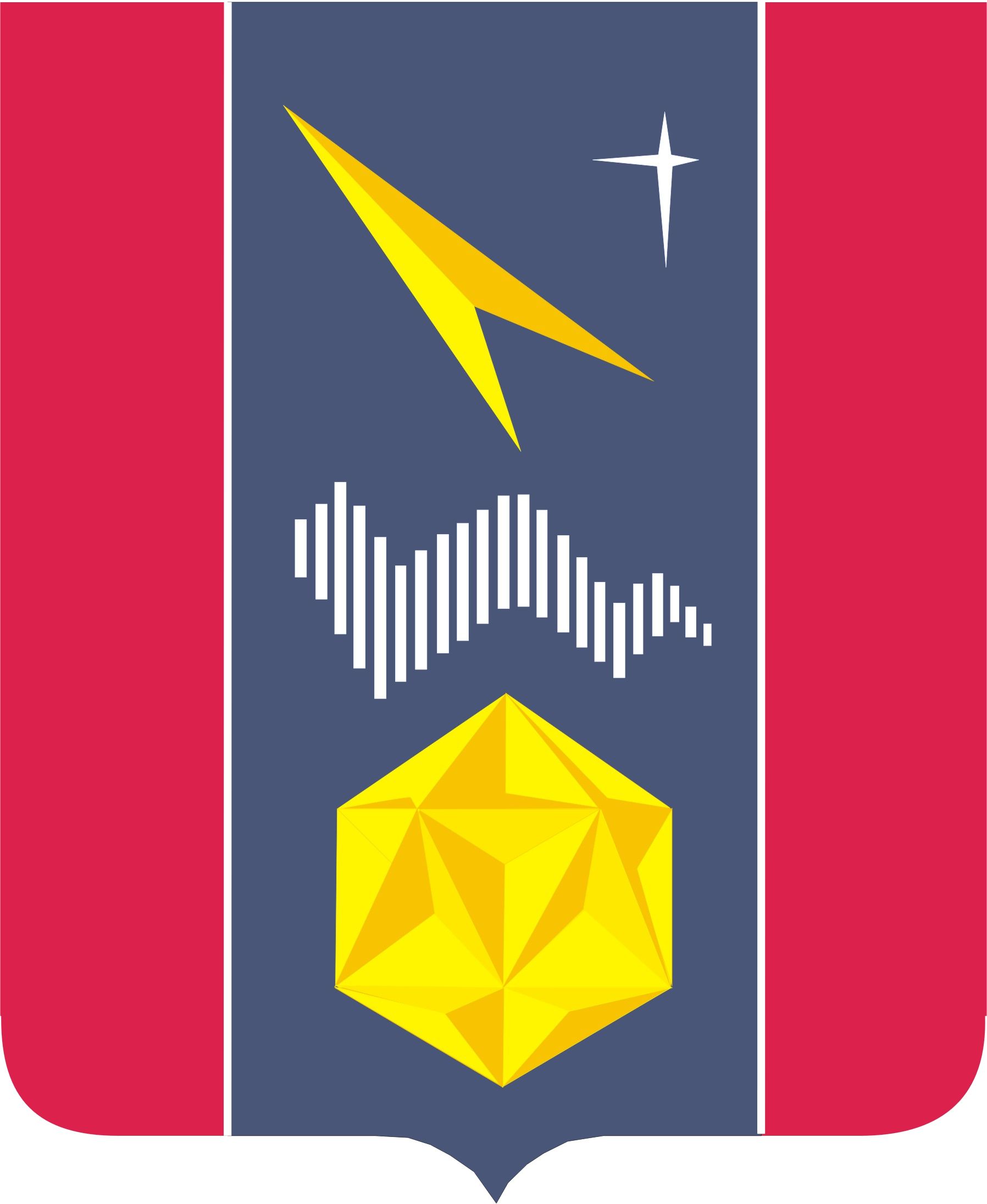
시 문장

미르니(러시아어: Ми́рный)는 러시아 아르한겔스크주에 위치한 도시로, 세베로드비나강과 접하며 인구는 23,430명(2002년 기준)이다. 1957년 신설되었으며 1966년 플레세츠크 우주 기지가 들어서면서 폐쇄된 도시가 되었다.